# Masih Alinejad
Masoumeh «Masih» Alinejad-Ghomi (en persa: مسیح علی‌نژاد‎,    Ghomikola, Babol, 11 de septiembre de 1976) es una periodista, bloguera y escritora iraní y de Estados Unidos. Alinejad trabaja actualmente como productora/presentadora en el Servicio Persa de VOA, como reportera en el espectáculo satírico de televisión OnTen, como corresponsal para Radio Farda, y colaboradora frecuente en Manoto televisión además de editora de IranWire.
Alinejad es conocida también por su crítica a las autoridades iraníes. En la actualidad vive en el exilio, en Nueva York y ha ganado varios premios de derechos humanos entre ellos en 2015 el Premio por los Derechos de las Mujeres en la Cumbre de Ginebra por los Derechos Humanos y la Democracia de la ONG UN Watch, el Premio de Periodismo Omid de la Fundación Mehdi Semsar y el AIB Premio de Excelencia de los Medios de comunicación.

## Trayectoria
El nombre de nacimiento de Alijenad es Masoumeh Alinejad pero utiliza el primer nombre «Masih», palabra que en persa significa ‘mesías’.  Era una joven activista política cuando fue arrestada por producir  folletos críticos contra el gobierno en 1994. Empezó su carrera de periodismo en 2001 en el diario Hambastegi y trabajó para la Agencia de Noticias del Trabajo Iraní (ILNA). Otras publicaciones, entre ellas Shargh, Bahar, Vaghaye, Ettefaghiye, Ham-Mihan y Etemad Melli también han publicado sus artículos. Durante el sexto y séptimo parlamento, Alinejad fue reportera parlamentaria. En 2005 escribió explicando que se había entregado una considerable suma como bonificación de año nuevo a los parlamentarios. El artículo generó mucha controversia y propició su despido del parlamento.
En 2008 publicó un artículo especialmente polémico en el diario Etemad Melli titulado «Canción de los Delfines» donde comparaba el comportamiento de Mahmoud Ahmadineyad al de los entrenadores de delfines. Escribió que las personas empobrecidas que se reunieron en torno a Ahmadinejad durante sus visitas provinciales para darle cartas eran similares a los delfines hambrientos que emiten sonidos y realizan piruetas para conseguir un bocado de comida de su entrenador. Algunas personas consideraron que el artículo era muy ofensivo para con el presidente y el pueblo y, finalmente, Mehdi Karroubi, el director del periódico, tuvo que disculparse por el artículo. Time Magazine publicó un artículo al respecto el 7 de mayo de 2008 titulado «‘Jesús’ contra Ahmadinejad».
En el verano de 2009, durante su estancia en los Estados Unidos, Alinejad intentó conseguir una entrevista con Barack Obama que no logró, aunque sí se le concedió un visado para la entrevista. Su visado expiró y tuvo que regresar a Inglaterra. Mientras estuvo en Estados Unidos, participó en algunas de las protestas iraníes y pronunció un discurso el 25 de julio de 2009 en San Francisco, donde dijo, dirigiéndose a las autoridades gubernamentales de Irán: «Hemos temblado durante treinta años, ahora les toca a ustedes temblar». Fue entrevistada por Voice of America, considerándola «una tormenta de aire fresco». En 2010, ella y un grupo de escritores e intelectuales iraníes crearon la fundación «Irán Neda». Tras las elecciones presidenciales en Irán en 2009, publicó una novela llamada A Green Date.
Alinejad se graduó en 2011 con un título en Comunicación, Medios de Comunicación y Cultura de Oxford Brookes University.
En 2014, lanzó «My Stealthy Freedom», una página de Facebook en la que invita a mujeres iraníes a enviar fotografías propias sin hijab. La página logró pronto la atención internacional y el apoyo de centenares de miles de personas.
En 2015, la Cumbre de Ginebra por los Derechos Humanos y la Democracia, dirigida por ONU Watch, le otorgó el premio a los derechos de las mujeres por «dar voz a los sin voz y despertar la conciencia de la humanidad para apoyar la lucha de las mujeres iraníes por los derechos humanos básicos, libertad e igualdad».
Alinejad ha dicho que no se opone al hijab, pero cree que debería ser una cuestión de elección personal. En Irán, las mujeres que aparecen en público sin un hiyab corren el riesgo de ser detenidas.[cita requerida]
En 2016, Alinejad lanzó una campaña de boicot contra el campeonato mundial de ajedrez femenino convocado en febrero de 2017 en Teherán, Irán. La campaña fue incitada por Nazí Paikidze, un jugador de ajedrez georgiano estadounidense. Paikidze se negó a asistir a los campeonatos mundiales en Teherán porque según la ley iraní las jugadoras debían usar hiyab. Alinejad apoyó el acto y coescribió un artículo de opinión con Asra Nomani en el Washington Post.
El boicot recibió fuertes críticas de algunas feministas iraníes y jugadoras de ajedrez. La mayoría de las críticas argumentaban que el boicot fue contraproducente y dañó a las propias mujeres iraníes que habían luchado para obtener el permiso del gobierno iraní para hacer deportes profesionales. Otros encontraron aspectos de «salvacionismo blanco» en el lenguaje y el marco de la campaña.
En 2015, logró un contrato de 61 250 $ para el servicio persa de Voice of America. En 2016, le fueron concedidos otros dos contratos, cada uno de 85 600 $, (un total de 171 200 $) por nuevas emisiones de medios de comunicación.[cita requerida]
En julio de 2021, el Departamento de Justicia de los Estados Unidos declaró que cuatro oficiales de inteligencia iraníes y un quinto asistente planeaban secuestra a Alinejad. Según Alinejad, los involucrados habían intentado atraerla a un tercer país, presumiblemente Venezuela, donde se había planeado un secuestro.

## Obras publicadas
Ha publicado cuatro libros en persa:
- Tahasson. Sobre el desafío creado cuando el «Sexto Parlamento iraní» fue a la huelga.
- Taj-e-Khar (La corona de espinas). Sobre la pasión del Cristo y la corona de espinas colocada en su cabeza por los romanos.
- (Soy Libre) - Sobre la situación de las mujeres en Irán, publicado en Alemania debido a la prohibición de las autoridades iraníes.
- Gharar Sabz (Cita verde). Trata sobre la violencia que siguió al fraude en las elecciones presidenciales de 2009. También publicado en Alemania por la misma razón.